# Spooks (serie televisiva)
Spooks è una serie televisiva britannica trasmessa da BBC One dal 2002 al 2011, per un totale di dieci stagioni.
Negli Stati Uniti è nota come MI-5. Narra la vita degli agenti di una sezione antiterrorismo dell'MI5 (i servizi segreti britannici per il territorio nazionale); spie dette in slang, appunto, "spooks". La serie ha mantenuto il suo forte contenuto realistico, garantito da un team di registi e sceneggiatori (a partire da Howard Brenton) pur attraverso l'avvicendamento di diversi personaggi, fra i quali i protagonisti: Tom Quinn (interpretato dall'attore inglese Matthew Macfadyen) nelle prime due serie, che ha lasciato il posto ad Adam Carter (l'attore Rupert Penry Jones) dalla terza serie. Presenza fissa rimane il personaggio del caposezione Harry Pearce (Peter Firth).
Nel 2015 è stato prodotto il film Spooks - Il bene supremo (Spooks: The Greater Good), che è una continuazione della serie. Il film vede nuovamente Peter Firth nei panni Harry Pearce, affiancato da Kit Harington e Jennifer Ehle.

## Trama

### Stagione 1
La prima serie è composta da sei episodi di un'ora mandati in onda nella primavera 2002.
La serie incontra i favori della critica e del pubblico, con una media di 7.5 milioni di telespettatori britannici, grazie ad una produzione di alto livello combinata con un ritmo incalzante della trama ricca d'azione e spionaggio.
La seconda puntata acquistò notorietà per la violenta uccisione di Helen Flynn (Lisa Faulkner), che portò con sé un grande numero di lamentele nei confronti del "Broadcasting Standards Commission" nel 2002. Durante una missione sotto copertura Helen e Tom vennero catturati da un istigatore di odio razziale, Robert Osborne (interpretato da Kevin McNally), che, nel tentativo di estorcere a Tom informazioni segrete, torturò Hellen con una friggitrice. Al rifiuto di Tom di collaborare venne uccisa. Questo provocò una reazione rabbiosa da parte di molti telespettatori che intasarono i centralini della BBC con delle lamentele, ottenendo che la serie fosse spostata di orario a dopo le 21:00.

## Episodi
| Stagione         | Episodi | Prima TV USA | Prima TV Italia |
| ---------------- | ------- | ------------ | --------------- |
| Prima stagione   | 6       | 2002         |                 |
| Seconda stagione | 10      | 2003         |                 |
| Terza stagione   | 10      | 2004         |                 |
| Quarta stagione  | 10      | 2005         |                 |
| Quinta stagione  | 10      | 2006         |                 |
| Sesta stagione   | 10      | 2007         |                 |
| Settima stagione | 8       | 2008         |                 |
| Ottava stagione  | 8       | 2009         |                 |
| Nona stagione    | 8       | 2010         |                 |
| Decima stagione  | 6       | 2011         |                 |